# Віїшоара (Димбовіца)
Віїшоара (рум. Viișoara) — село у повіті Димбовіца в Румунії. Входить до складу комуни Улмі.
Село розташоване на відстані 72 км на північний захід від Бухареста, 5 км на південний захід від Тирговіште, 141 км на північний схід від Крайови, 87 км на південь від Брашова.

## Населення
За даними перепису населення 2002 року у селі проживала 1231 особа, усі — румуни. Усі жителі села рідною мовою назвали румунську.